# Адамски (музыкант)
Ада́мски (англ. Adamski, наст. имя: Adam Paul Tinley; род. 4 декабря 1967) — британский музыкант, музыкальный продюсер.
Был популярен во времена расцвета в Британии стиля эйсид-хаус. Его самые популярные композиции — «N-R-G» (1990, 12 место в Великобритании) и «Killer» (1990, номер 1 в Великобритании, во многом благодаря тому, что в ней в качестве вокалиста принимал участие Сил). В конце того же 1990 года Адамски ещё раз вошёл в первую десятку в Великобритании с синглом «The Space Jungle».

## Дискография
- См. статью «Adamski § Discography» в английском разделе.